# 馬懋
馬懋，字昭德，山東館陶縣人，騰驤右衛軍籍，明朝政治人物。同進士出身。

## 生平
早年出身順天府學增廣生，成化十三年（1477年）舉順天府鄉試第十八名。成化十四年（1478年）聯捷戊戌科會試第五十四名，殿試登進士第三甲第一百七十五名。

## 家族
曾祖父馬羽，贈都督同知。祖父馬俊，贈都督同知。父亲馬□，曾任義官。